# Filippuskors

Filippuskors

Sveriges flagga är ett välkänt exempel där det förekommer Filippuskors.

Filippuskors är ett liggande latinskt kors. Enligt legenden korsfästes aposteln Filippus på ett liggande kors.
Korstypen förekommer inom heraldiken och på vapenflaggor och nationsflaggor, till exempel på de nordiska korsflaggorna, dit till exempel svenska flaggan och danska flaggan. I de senare fallen benämns de ibland för nordiskt eller skandinaviskt kors.[källa behövs]